# Sindicato de circulación ferroviario
El Sindicato de Circulación Ferroviario (abreviatura: SCF) es un sindicato profesional español dedicado a la defensa de los trabajadores que se encargan del control del tráfico ferroviario en estaciones y puestos de mando.
Tras las elecciones de 2007, 2011, 2015 y 2019 cuenta con dos representantes en el Comité General de Empresa de Adif, siendo la tercera fuerza sindical más votada. Posee 67 representantes en los Comités Provinciales repartidos en toda la península.
Actualmente, el SCF se encuentra en 43 provincias españolas y mantiene un alto grado de afiliación que lo faculta como los más representativos del colectivo, estando presente en los Comités Generales de Empresa de Adif y Ferrocarriles de la Generalidad Valenciana (FGV). Con ello se pretende garantizar un trabajo digno al colectivo de Circulación, aumentando la unión entre los trabajadores en las organizaciones presentes y en otras por explorar. Tiene implantación en Adif y FGV Valencia.

## Historia del sindicato
El Sindicato de Circulación Ferroviario (SCF) se funda el 15 de mayo de 1995 ante la falta de reivindicaciones para el colectivo de Circulación, de la empresa RENFE, actual Adif, por parte de los sindicatos con representación en el Comité General. Se crea como un sindicato independiente y profesional, circunscribiendo su ámbito de actuación a todos los profesionales de la rama de Regulación, Control y Gestión del tráfico de las empresas dedicadas a la seguridad ferroviaria.

## Organización

### Coordinador General actual
José Carlos Gutiérrez Sanz

### Comisión Ejecutiva
Secretario de Organización: Eugenio de la Parte de las Cuevas
Secretario de Acción Sindical: Carlos Moreno Fernández
Secretario de Salud Laboral: Manuel García González
Secretaria de Política Social: María José Mesto Muñoz
Secretario de Administración: Antonio Manuel García Navarro
Secretario de Asuntos Jurídicos: José Manuel Ruiz Martínez
Secretario de Normativa: Feliciano José Pazos Garrido
Secretario de Seguridad en Circulación: Miguel Ángel Gimeno Cardo
Secretaria de Comunicación: Elena de la Parte Serrano
Coordinador Territorial de Este: José Santana García
Coordinador Territorial de Centro: Alfonso Rodríguez Moreno
Coordinador Territorial de Noroeste: Juan Ignacio Montejo García
Coordinador Territorial de Noreste: Teresa Cabello Gamiz
Coordinador Territorial de Sur: Gabriel Mármol Criado
Coordinador Territorial de Norte: José Luís Velasco Jiménez
Miembro del SCF en la Comisión Mixta de Política Social: María José Mesto Muñoz
Miembro del SCF en la Comisión General de Seguridad y Salud: Manuel García González
Miembro del SCF en el Consejo Asesor de Formación: Ignacio Nocete Ruiz
Miembro del SCF en la Comisión Técnica de Seguridad en la Circulación: Miguel Ángel Gimeno Cardo

## Congresos
1.  I Congreso Sevilla 30 de junio de 1996. 
2.  Congreso Extraordinario Madrid 13 de junio de 1998.
3.  II Congreso Madrid 10 de noviembre de 2001.
4.  III Congreso Zaragoza 19 de mayo de 2005.
5.  IV Congreso Madrid 19 de mayo de 2009.
6.  V Congreso Valladolid 22 y 23 de mayo de 2013.
7.  VI Congreso Córdoba 30, 31 de mayo y 1 de junio de 2017.
8.  Congreso Extraordinario Valencia 24 y 25 de septiembre de 2019.